# La cursa de la mort
 La cursa de la mort  (Death Race 2000) és una pel·lícula de ciència-ficció estatunidenca dirigida per Paul Bartel, estrenada el 1975, inspirada en la novel·la The Racer, d'Ib Melchior, publicada el 1956. Ha estat doblada al català.

## Argument
L'any 2000, el Sr. President, cap del Partit Únic, regna com a amo sobre el conjunt de la Terra, després de la fallida mundial de 1979. El principal esdeveniment esportiu és aleshores la prova automobilística transcontinental, un joc de telerealitat on cinc bòlids que han sortit de la costa est dels Estats Units han d'arribar a "New Los Angeles", a Califòrnia, marcant el màxim de punts aixafant vianants. Cada cotxe és condecorat i és conduït per una parella pilot-navegador assortida: el toro de Midwest per Calamity Jane (Mary Woronov), el lleó romà per Neró, el coet nazi per Matilda... Els competidors més seriosos són tanmateix "Metralleta Joe Vitarbo" (Sylvester Stallone), i Frankenstein (David Carradine), supervivent multiempeltat de les carreres precedents. Aquest té justament una nova navegant, totes les altres sont mortes.
Tanmateix un grup de rebels es prepara per sabotejar la carrera, i tot i que tots els cops són teòricament permesos, és estretament vigilada pel govern... i ni Frankenstein ni la seva navegant no són realment les persones que diuen ser...

## Comentari
Crítica acerba de totes les derives de la societat americana que es podia imaginar un realitzador de 1975, Death Race 2000 és sovint considerada com una de les més brillants pel·lícules de sèrie B. Bastant visionària, aquesta pel·lícula imagina l'entusiasme extrem de la gent per a la telerealitat, fins i tot empesa a la barbàrie.
Sylvester Stallone interpretarà més tard Demolition Man, encara una sèrie B en forma de sàtira dels excessos d'una societat, però aquesta vegada sota l'angle postcyberpunk de la «distopia agradable».

## Repartiment
- David Carradine: Frankenstein
- Sylvester Stallone: Metralleta Joe Viterbo
- Simone Griffeth: Annie Smith
- Mary Woronov: Calamity Jane
- Roberta Collins: Matilda
- Martin Kove: Nero
- Louisa Moritz: Myra
- Don Steele: Junior Bruce
- Joyce Jameson: Grace Pander
- Carle Bensen: Harold
- Sandy McCallum: M. President
- Paul Laurence: Agent especial
- Harriet Medin: Thomasina Paine
- Vince Trankina: Tinent Fury
- Bill Morey: Deacon
- Fred Grandy: Herman
- John Landis: un mecànic (cameo)

## Premis i nominacions
- Licorne d'or al Festival internacional de París de cinema fantàstic i de ciència-ficció.